# 圓山溟北
圓山 溟北（まるやま めいほく、文政元年5月5日（1818年6月8日） - 明治25年（1892年）5月31日）は江戸時代後期から明治時代に佐渡島で活動した儒学者、教育者。名は葆（しげる）、字は子光。初名は三蔵、後に三平。別号は二十八浦釣叟、囂々居士、赤川半隠、学古主人、松窓隠士、書斎号は清音楼、何陋軒、与古為徒斎、舳羅海屋、浮海窩、矯哉矯堂等。諡号は文淑先生。贈従五位。

## 概要
江戸時代後期、佐渡国に生まれ、儒学者丸山学古の養子となった。江戸で佐藤一斎、亀田綾瀬に学んだ後、帰島して養父の学古塾を再興し、後佐渡奉行所に取り立てられ、修教館教授を務めた。明治時代には新政府下で神職を歴任し、また公立学校や私塾で教育を続けた。
明治時代に活躍した佐渡出身者はほとんどが溟北の門に学び、「明治の新佐渡を造り出す者は、圓山溟北なるべし。維新前後、新人物、彼の提撕を受けざる者殆んど稀也。溟北の佐渡に於けるは、吉田松陰の長州に於ける、西郷南洲の薩州に於けると、相似て、彼は新人物の木鐸たり。」と評された。勤王の志篤く、佐渡に尊王思想を根付かせた。門下生に萩野由之、高田慎蔵、益田孝男、山本悌二郎らがおり、北一輝・北昤吉兄弟にも大きな影響を与えた。

## 生涯

### 生い立ち
文政元年（1818年）5月5日、佐渡国加茂郡夷町小池長佐の長男として生まれた。生家は現在佐渡市両津夷29番地、池田呉服店の地に当たる。幼児より叔母に育てられ、叔母が儒学者丸山学古に嫁ぐとその養子になった。
文政11年（1828年）5月、義父学古の学問所儒者就任に伴い相川に移り、修教館に入学した。学友に万歳東所、天野恥堂、井上北洋、藤木竹窓、西村滄洲等。

### 江戸留学
天保6年（1835年）5月江戸に行き、田中葵園の勧めで佐藤一斎に入門して陽明学を学んだが、天保8年（1837年）7月、義父の病を聞いて帰島し、8月看取り、三平を襲名した。天保9年（1838年）9月江戸に上り、義父が亀田鵬斎に折衷学を学んだため、その遺志を継いで亀田綾瀬の塾に入学した。塾頭芳野金陵は外部に出仕し、亀田鴬谷は師家を継いだため、天保10年（1839年）11月溟北が塾頭を務めることとなり、武家諸屋敷で講義の代行を行った。同窓には山田菊翁、新井大年、出井炳文、田中桐所、釈貫道等。江戸滞在中、相模国浦賀や下総国国府台に遊んだ。

### 佐渡帰郷
天保11年（1840年）5月、下野壬生藩鳥居家より太田熊山の代わりとして100俵による仕官の誘いがあったので、母に相談の手紙を出したところ、6月14日、父が重篤のため帰郷して家を継ぐよう返答があったため、7月1日帰郷した。故郷で義母に仕官の望みを訴えるも聞き入れられず、藤木竹窓の説得により夷町に定住し、義兄に学んだ医術をもとに医者となり、また義父の学古塾を再興した。
母の死後楼閣を立て、左思の句「山水に清音有り。」に因み清音楼と名付けた。嘉永元年（1848年）、家を増築して愛日書寮を設け、学舎とした。嘉永3年（1850年）3月20日大火に罹災した。文久3年（1863年）、羽田町西南端の赤川浜に新居を建てた。慶応3年（1867年）5月、屋敷の傍らに塾舎を新築した。

### 修教館出仕
安政2年（1855年）2月、藤木竹窓の推挙により、佐渡奉行内藤茂之助忠辰に学問所儒者として取り立てられ、相川に移った。11月、3人扶持の待遇を得、家族を迎えて中京町に仮寓し、塾を開いた。安政5年（1858年）7月27日、南沢からの大火で罹災し、羽田町、後に江戸沢に移った。安政6年（1859年）9月、丸岡南陔、甲賀達斎、笠野棟斎、岩佐潮瀕、大平菰塘、吉岡水哉等と三白吟社を結んだ。
文久元年（1861年）4月、奉行岡松伊予守久徴、閣老内藤紀伊守により学問教授方に任命された。元治元年（1864年）5月病に遭い、100日の休暇を得て江戸に行き、司馬凌海の勧めで松本良順の治療を受け、また芳野金陵の紹介で安井息軒、塩谷宕陰、中村敬宇、亀田鴬谷等と交流し、8月治癒して江戸を出発し、上野国草津温泉を経て、9月初旬に帰島した。

### 明治維新
慶応4年（1868年）戊辰戦争が勃発すると、幕領だった佐渡では佐幕の機運が高まり、閏4月11日溟北は同盟記を草したが、11月20日参謀兼民政方奥平謙輔が来島して治めることとなった。溟北は奉行所に呼び出され、同盟記について問い質されたため、切腹を覚悟しつつ、薩摩藩が幕府を陥れたことに対して、貴藩長州藩が禁門の変を起こしたのと同じ精神で行ったものだと訴えたところ、難なく許され、またその文章を奇警と賞賛されたという。翌日、旧幕臣は新政府より面口を支給されることとなった。その後、学問や政治に関して謙輔と会話を交わすようになり、僧某の入獄、伊藤某の死刑実行に反対した。佐渡奉行所廃止時、その蔵書を尽く与えられた。
明治元年（1868年）11月22日、役所と共に修教館が河原田に移設されることとなり、12月河原田乗念寺に仮寓し、新校舎は翌年4月に落成した。明治2年（1869年）9月、新貞老が新知事として派遣されると、役所が相川に戻されることとなり、溟北も相川に戻り、旧奉行所内に修教館を仮設した。
明治3年（1870年）1月、知事の勧告により士分を失い、「飲水百姓軒記」を記した。明治4年（1871年）新政府に出仕し、以降神職を歴任した。明治11年（1878年）6月、京都に行き、菊池三渓、菊池九江、草場船山等と交わり、また湊川神社を訪れた。
明治8年（1875年）7月16日、豪雨による洪水で自宅が浸水した。明治10年（1877年）5月、一町目裏町松永邸撫孤松園を買い取り、転居した。自邸の庭に国花桜3本を植え、日本花園と名付けた。
明治11年（1878年）6月、坪井雲仙に描かせた松窓読書図をもって京都詩仙堂を訪れた。

### 中学校時代
明治14年（1881年）9月、相川中学校設立と同時に、宮司職を辞して教授に就いた。明治15年（1882年）三郡組合会の決議で中学校が新穂村に移設され、自身も新穂に移ったが、青山鉄槍『大八洲游記』によれば、この時相川の人々はこれを惜しみ、官に訴えたという。
明治14年（1881年）6月、丸岡南陔、坪井雲仙と中教院に尚歯会を開き、島の長寿者白凰禅師、渡部欽斎、安藤世彦、海老名義明、土屋松渓、名畑抅楼、中村春彦、氏江元彦、広橋蓬翁、山本雪亭、飯島梧翁、羽生到孝等を招いた。
明治17年（1884年）8月、新潟県庁に丸山から圓山への改姓を届け出た。漢文においては以前より圓山の字を使用しており、日野資朝の碑文にも「圓山葆」と記したところ、これが新潟県庁から宮内省に渡り、御用掛池原香稚に清書され、明治天皇の天覧に供したことが分かり、急ぎ改めたものである。

### 隠居
明治17年（1884年）9月病のため相川に帰り、月に一回新穂の門人に論語を講じた。明治18年（1885年）9月岩船郡の温泉に浴した。明治22年（1889年）7月、東京に行き、中村敬宇、木原老谷、重野成斎、南摩羽峰、青山鉄槍、張滋昉、谷干城、永井玄蕃等と交流し、8月『溟北文稿』を出版し、9月帰郷した。
明治21年（1888年）2月、元老院に佐渡警備について建白したところ、新潟県庁に時文に改めるよう命じられ、取り下げた。
明治25年（1892年）5月31日午前3時に病没した。6月3日遺言に従って神葬祭が行われ、愛宕岡に葬られた。家は後に幅野長蔵別宅となり、現在渡部歯科医院となっている。

## 経歴
- 安政2年（1855年）2月 学問所（修教官）儒者[2]
- 安政2年（1855年）11月 3人扶持、雇金8両、月々払米1石[2]
- 文久元年（1861年）4月 学問教授方、切米20俵、3人扶持[2]
- 明治4年（1871年）9月 少属試補[2]
- 明治4年（1871年）12月 十四等出仕[2]
- 明治7年（1874年）3月 度津神社権宮司、権中講義[2]
- 明治8年（1875年）5月 中講義[2]
- 明治8年（1875年）6月 度津神社宮司[2]
- 明治8年（1875年）12月 大講義[2]
- 明治9年（1876年）4月 修教館辞職[2]
- 明治14年（1881年）6月 相川中学校教授[2]
- 明治15年（1882年）12月 相川中学校教諭[2]
- 明治16年（1883年）5月 少教正[2]
- 明治17年（1884年）9月 中学校辞職[2]
- 明治18年（1885年）6月 権中教正[2]
- 明治18年（1885年）7月 佐渡神道教会会長[2]
- 明治25年（1892年）12月 贈権大教正[2]
- 大正13年（1924年）2月11日 贈従五位[2]

## 著書
- 『溟北文稿』 - 明治22年（1889年）6月菊池三渓序、同年8月中村正直序、圓山聿刊。全3巻の外、昭和3年（1928年）10月原田広作により補遺が成ったというが[6]、所在不明。
- 『大学夷考』 - 弘化4年（1847年）10月自序、嘉永元年（1848年）3月亀田鶯谷序、明治36年（1903年）5月美濃部楨跋。
- 奉行山岡景恭行部日記 - 安政2年（1855年）7月、奉行山岡景恭の命でその巡村日記を漢訳したもの[2]。
- 「温海紀行」 - 文久2年（1862年）、出羽国温海温泉に療養の名目で50日の休暇を得、鶴岡藩宗家に父の遺命を伝えた時のもの[2]。『文稿』巻3収録。
- 「荘子筌」 - 弘化4年3月成。書名は「魚を得て筌を忘る」による[2]。
- 「骨董録」 - 国文学研究資料館鵜飼文庫蔵。
- 「松窓漫録」 - 国文学研究資料館鵜飼文庫蔵。
- 「請肄小言」 - 静嘉堂文庫、名古屋大学附属図書館蔵。
- 「估𠌫小言」 - 未定稿の辞書[7]。
- 「四書標異」[2]
- 「大学標異」[10]
- 「語孟標釈」[10]
- 「溟北一家言」[2]
- 「衡泌録」[2]。
- 「皐泌録」[10]
- 「与古為徒斎偶筆」[10]

## 人物
修教館では朱子学を講じ、「白鹿洞書院掲示」を奉じたが、館外では特定の学派に偏向せず、折衷学的性格が強かった。尊皇論者で、承久の乱で佐渡に流された順徳天皇の御陵に涙し、足利義満の朝貢、徳川斉昭の戊午の密勅授受を非難した。
厳格な性格で、よく門人を「馬鹿っ」と叱りつけた。東京で文部省の検定試験を首席で通った石崎照が東京から帰った時、予備なしで余裕だったなどと息巻いたため、「貴様は東京に何しに行ったか。」と叱りつけた。客人にも容赦をせず、来島した頼支峰に対して南北朝正閏論を論じて言い負かした。文明開化には背を向け、「不開化」をもじり「浮海窩」と名乗ったこともあった。
一方、時に冗談をいうこともあり、中学生が溟北にニュートンの万有引力の法則を引いて「地球に引力あり、即ち林檎枝より落つ。」と説いたところ、「ははあ、嬶、階子段より落つ。さては板場に引力あるか。」と返した。相川町の豪商秋田某が町で馬を乗り回し、人々を迷惑させていたところ、「書を能くする者は書家、画の巧みな者は画家であるから、秋田のような者は馬家である。」といった。また、司馬凌海に書状で日頃の振る舞いを問い質されたところ、「正六位中博士」という署名を苦々しく思い、「六」と「無」をかけて「正無位圓山葆」と返した。
体格が大きく、入浴の際は門人が3人がかりで背中を流した。酒は全く飲めなかった。囲碁は初段以上の腕前があったといい、江戸では塩谷宕陰、安井息軒、菊池三渓と打ち、特に二段の息軒を勁敵とした。晩年には近隣の寺の和尚との碁を楽しみとし、このために講義を早めに切り上げることもあった。

## 親族
- 実父：小池長佐[2]
- 義父：丸山学古
  - 義兄：克 - 字は子譲。住吉社祠官木村氏孤子。江戸で医学を学んだが早逝した[2]。
- 母：天保13年（1842年）11月病没、墓所は妙法寺[2]。
- 妻：岩佐沢子 - 相川町筋見岩佐定八女、湊町医師藤沢明卿養女、嘉永元年（1848年）結婚、明治20年（1887年）7月14日病没、墓所は瑞仙寺[2]。
  - 長男：嘉永2年（1849年）生、命名前に没[2]。
  - 長女：繁子 - 嘉永3年（1850年）生、上月恒に嫁ぐも、病のため帰家し、18で没[2]。
  - 二男：圓山聿 - 安政元年（1854年）10月6日生、名は、字は子修、初名は三蔵、後昌吉、号は念斎、大正3年（1914年）10月8日没、墓所は瑞泉寺[2]。
    - 長女孫：清子 - 明治8年（1875年）5月生、味方友次郎妻、昭和2年（1927年）没[2]。
    - 長孫：荘治 - 明治12年（1879年）1月生、故あって廃嫡[2]。
    - 次女孫：利恵子 - 明治14年（1881年）1月生、上月章妻[2]。
    - 三女孫：俊子 - 明治16年（1883年）2月生、黒田一郎妻[2]。
    - 次孫：圓山貞吉 - 明治18年（1885年）5月生、嫡子[2]。函館で記者をしたが、その後の消息は不明[5]。

  - 次女：久子 - 安政4年（1857年）8月生、鈴木鼎妻、早逝[2]。
  - 三男：万延元年（1860年）8月生、加藤冲庵に養われるも夭折[2]。